# Символічна школа антропології
Символічна школа Антропології, або Культурології — наймолодша і одна з найвпливовіших сучасних культурологічних шкіл. Всі процеси, що відбуваються в культурі, розглядаються представниками даної школи як чисто комунікаційні. Культура розуміється як якась знакова система, створена людиною в силу притаманною тільки йому здібності до символізації, а через неї — і до взаємної інформації. Основні представники: Фердинанд де Соссюр, Ернст Кассірер, Клод Леві-Стросс.

## Основна характеристика
- Склалася в результаті потужного розвитку засобів масової інформації. Адже недарма, на думку деяких філософів і соціологів, в сучасному світі на зміну НТР гряде так звана інформаційна революція.
- Символічна школа, нерідко претендує на монополізацію культурології як своєї «вотчини», об'єднує, насамперед, лінгвістів, фахівців з семіотики, деяких мистецтвознавців і фахівців з інформатики.
- Всі процеси, що відбуваються в культурі, розглядаються як чисто комунікаційні. Культура розуміється як певна знакова система, створена людиною в силу властивій тільки їй здібності до символізації, а через неї — і до взаємної інформації.

## Історія заснування
- Вільгельм фон Гумбольт

У 1801 році Вільгельм фон Гумбольдт здійснив Етнолінгвістичну експедицію в Баскські землі, відвідавши як французьку, так і іспанську частину Країни Басків. Науковим підсумком експедиції з'явилася книга «Баски, або зауваження, зроблені під час подорожі по Біськайє і французьким Баскським областям навесні 1801, разом з дослідженнями про баскською мовою і нації і коротким викладом баскської граматики і словникового запасу» … Це особливо чудова стаття, що служить вступом до дослідження яванської мови («Ueber die Verschiedenheit des menschlichen Sprachbaues und ihren Einfluss auf die geistige Entwickelung des Menschengeschlechts»).
- Фердинанд де Сосюр

В 70-х роках 19 сторіччя головною сферою занять Соссюра вважалась індоєвропеїстика, а всі найкращі вчені працювали в Лейпцигу. Соссюр поїхав туди навчатися. Він дуже швидко збагнув усі премудрості індоєвропейських мов й у 20 років (такого ще у світовій лінгвістиці не було) написав велику за обсягом і важливу за значенням книгу «Записки про первинну систему голосних в індоєвропейських мовах», яка була видана 1879 року. В ній Соссюр запропонував абсолютно нові ідеї, що значно випереджали свій час. Спираючись лише на системність мови, він висунув гіпотезу про існування в праіндоєвропейській мові особливих фонем, які не збереглися в жодній відомій мові, але вплинули на вимову сусідніх голосних.
«Курс загальної лінгвістики» був опублікований посмертно в 1916 році Шарлем Баллі і Альбером Сеше за матеріалами університетських лекцій Соссюра. Баллі і Сеше можуть, до деякої міри, вважатися співавторами цієї роботи, так як Соссюр не мав намірів видавати таку книгу, і багато що в її композиції і змісті, очевидно, привнесено видавцями (багато чого немає у відомих нам докладних конспектах лекцій Соссюра, хоча, звичайно, він міг ділитися з колегами ідеями в приватних бесідах).
Ф. де Соссюр, поряд з Ч. С. Пірсом (а також Г. Фреге і Е. Гуссерлем), став одним з учених, що заклали в кінці XIX — початку XX століття основи науки про знаки і знакових системах — семіології (або, якщо слідувати більш поширеною сьогодні термінології Ч. С. Пірса, — семіотики).
У лінгвістиці ідеї Фердинанда де Сосюра стимулювали перегляд традиційних методів і, за словами відомого американського лінгвіста Леонарда Блумфилда, заклали «теоретичний фундамент нового напряму лінгвістичних досліджень» — структурної лінгвістики.
- Кассірер Ернст

На початку своєї діяльності займався філософськими проблемами природознавства. Розробляв теорію понять, або «функцій». Після 1920 року створив оригінальну концепцію філософії культури. Монументальна праця «Філософія символічних форм»(1923–1929).
Слідом за Г. Коген і П. Наторпом Кассірер усував з кантівської системи поняття «речі в собі» як одного з двох (поряд з суб'єктом пізнання) чинників «досвіду», що будує світ.
- Вайсгербер Лео

Вайсгербер знайомиться з працями Е.Кассірера , Е.Дюркгейма , А. Мейе і Ф. де Сосюра, слухає лекції в університетах Мюнхена (де його вчителем був К. Фосслера) і Лейпцига. У 1925 в Боннському університеті він захистив докторську дисертацію «Мова як форма суспільного пізнання. Дослідження про суть мови як введення в теорію мовних змін» (Sprache als gesellschaftliche Erkenntnisform. Eine Untersuchung über das Wesen der Sprache als Einleitung zu einer Theorie des Sprachwandels).
Після 1933 Вайгербер досліджував питання історії мови. У 1938 став професором загальної та індоєвропейського мовознавства Марбургського університету, в 1942 повернувся до Боннського університету. У наступні роки випускає свій найважливіший праця — чотиритомник «Про силу німецької мови» (Von den Kräften der deutschen Sprache), в якому були сформульовані та обґрунтовані положення його лінгвофілософської концепції. З пізніх робіт Вайсгербера особливої уваги заслуговує його книга «Двічі мова» (Zweimal Sprache, 1973).
- Фосслер Карл

За основним фахом Фосслер (як і більшість його учнів) був романістом. Один з найбільших німецьких довоєнних філологів в цій області, Фосслер створив двотомне дослідження «Божественної комедії» Данте і повний її переклад білим віршем, над яким працював усе життя; досліджував творчість французьких та італійських письменників.
За своїми філософськими поглядами опонент позитивізму і ідеаліст, послідовник німецької «філософії життя» і Бенедетто Кроче, Фосслер був і в лінгвістиці прихильником дослідження індивідуального «стилю» письменника та колективного «духу» мови, критикував прагнення щойно народженого структуралізму обмежитися вивченням абстрактних мовних систем. Розробляв стилістику. Багато в чому лінгвістична концепція Фосслера (мови як energeia) відлунює ідеї до В. фон Гумбольдта.

## Основні ідеї
1. Учення про мову як про неперервний творчий процес і про «внутрішню форму мови» як про вираження індивідуального світобачення народу. Багато чим визначився шлях і напрям розвитку німецької і навіть всієї європейської гуманітарної думки своєї епохи. Гумбольдт розумів під духовною культурою релігійно-моральні уявлення, які призводять до вдосконалення особистості людини і, разом з тим ведуть до покращення суспільного життя.

Духовна культура стосується області свідомості, пізнання, моралі, виховання, освіти, науки, мистецтва, літератури та інших сторін духовної діяльності людини.
Радикально змінилися і швидкість передачі, і багатство форм переданого символічного матеріалу: від усно — мовної до друкованої інформації, візуальної, аудіовізуальної, чорно — білої, кольорової, стереофонічної, стереоскопічної аж до самої досконалої — кольорово-стереофоноскопічної. Недалеко той час, коли, удосконаливши електронні засоби відтворення образів світу у всьому багатстві його руху, звукової і колірної гами, об'ємного сприйняття, люди зможуть створювати «другу дійсність», яку буде практично неможливо відрізнити від матеріального оригіналу.
1. віртуальний світ. Таким чином, людину кінця XX ст. — початку XXI ст., оточує не тільки, а часто і не стільки реальний, природний світ, скільки штучний інформаційно-символічний всесвіт, створений розвитком мови, інших знакових систем, друку та масових аудіовізуальних засобів відтворення дійсності. Тому, наприклад, примарний світ інваліда, прикутого до ліжка, замкненого в чотирьох стінах, але оточеного відповідною літературою і технікою, може виявитися набагато ширшим і багатшим, ніж світ іншого, не кажучи вже про позбавленого культури обивателя.
2. Все це наштовхнуло вчених на думку, що біля витоків людської культури лежить властива лише людині здатність створювати знаки, символи навколишньої реальності і передавати їх у часі і просторі. Такому погляду сприяє і розвиток вже згадуваних нами новітніх наук: семіотики, інформатики і кібернетики, що вивчають загальні закони оформлення, отримання, зберігання, переробки і передачі інформації. Через ці галузі знання культурологія, наука до останнього часу чисто гуманітарна, отримала прямий вихід у світ техніки та практичного застосування у сфері створення ЕОМ і навіть штучного інтелекту.
3. Фосслер вважав недостатнім вивчення мови як статичної системи, що складається зі звуків, слів, речень і т. д. Необхідно вивчати «дух, що в прамові», який Фосслер, на відміну від В. фон Гумбольдта, розумів не як «дух народу», а як індивідуальне явище, що визначає творчі здібності людини. Творчий характер мови, згідно Фосслера, проявляється насамперед у індивідуальних стилях, тому одним з основних об'єктів лінгвістичного дослідження повинна бути стилістика, що розуміється як вивчення індивідуальних стилів, насамперед стилів людей, що зробили істотний вплив на розвиток мови: письменників, громадських діячів тощо. За Фосслером, історія мови безпосередньо обумовлена імпульсами, мотивами, впливами, впливами середовища, які притікають в мову ззовні, а «сучасність є місце, де мова та життя зустрічаються один з одним, і кожне слововживання є, відповідно, сучасним слововживанням. У філософському розумінні слова дослідник мови завжди має справу тільки з мовою сучасності як єдиною, яка існує».
4. Фердинанд де Соссюр визначає створювану ним семіологію як «науку, що вивчає життя знаків у рамках життя суспільства… вона повинна відкрити нам, що таке знаки і якими законами вони управляються». Одне з основних положень теорії Ф. де Сосюра — розрізнення між мовою і мовленням.

Мовою (la langue) Соссюр називав загальний для всіх мовців набір засобів, що використовуються при побудові фраз на даному мовою; мовленням (la parole) — конкретні висловлювання індивідуальних носіїв мови.
1. Ернст Кассірер створив оригінальну концепцію філософії культури. Слідом за Г. Коген і П. Наторпом Кассірер усував з кантівської системи поняття «речі в собі» як одного з двох (поряд з суб'єктом пізнання) чинників «досвіду», що будує світ. За Кассірером, матеріал для побудови «досвіду» («різноманіття») створюється самою думкою. Відповідно простір і час перестають бути спогляданням (як у Канта) і перетворюються на поняття. Замість кантівських двох світів, за Кассірером, існує єдиний світ — «світ культури».

Ідеї розуму з регулятивних стають, як і категорії, конститутивними, тобто творять світ принципами. Кассірер називає їх «символічними функціями», оскільки вони представляють вищі цінності, пов'язані з «божественним» в людині. Різноманітні сфери культури, названі Кассірером «символічними формами» (мова, міф, релігія, мистецтво, наука), розглядаються як самостійні утворення, що не зводяться один до одного.
1. Словесні і інші знакові позначення в повсякденному житті, науці і мистецтві не тільки передають в часі і просторі ту чи іншу інформацію, але надають їй певну форму і зберігають її на століття, утворюючи величезний світ людської культури. Витоки культури Кассірер шукає в її здатності творити певний штучний, оточуючий нас світ, позначаючи реальність певними символами.
2. Мова, наука, мистецтво, релігія, міфи — це складові частини символічного кола, в якому живе і страждає людина. Та обставина, що вона, на відміну від тварини, має символічну природу, і становить специфіку життя людини. У порівнянні з іншими живими істотами людина перебуває ніби в новому вимірі дійсності, живе не просто у фізичному, а в символічному всесвіті. Мова, міф, мистецтво, релігія, всі наші духовні прояви — частини цього всесвіту. Вони як нитки сплітаються в щільну символічну мережу, яка, хоча і накопичує людський досвід, але часом затуляє від нас реальність.
3. Виходячи з цього Кассірер пропонує називати людину не мислячою твариною, як це вже стало традиційним визначенням, а символічною твариною, маючи на увазі той очевидний факт, що у тварини, на відміну від людини, немає внутрішнього світу, немає уяви
4. Головна ідея цієї семантичної концепції полягає в тому, що значення слова не може бути адекватно описано без звернення до лексичним одиницям, що входять в той же семантичне поле. Значення слова розглядається як функція від його семантичних відносин з іншими членами поля. Так, наприклад, обсяг і зміст значень слів ранок, день, вечір, ніч, що входять в семантичне поле позначень часових інтервалів в межах доби, залежать від того місця, яке кожне з них займає в цьому полі. У німецькій мові добу членятся інакше: Morgen' ранок', Vormittag 'предполуденное час' ,Nachmittag 'послеполуденное час', Abend' вечір', Nacht' ніч. Звідси випливає, що, наприклад, німецьке Morgen не є точним еквівалентом російського слова ранок. У багатьох ситуаціях, в яких в російській було б вжито слово ранок, носії німецької мови вжили б слово Vormittag. Інакше кажучи, для того, щоб визначити, коли починається і закінчується ранок або вечір, потрібно знати, які відрізки доби концептуалізовано і значена в даній мові як самостійні сутності, тобто мати інформацію про все семантичному полі.
5. У структурній семантиці і сполученої з нею теорії семантичного поля окремі концепти (і, відповідно, значення позначають їх лексичних одиниць) розглядаються не як самостійні феномени, існуючі десь у світі « до і поза мови» і які чекають своїх позначень, а як створювані мовою «духовні об'єкти», структурують дійсність. Це положення є одночасно одним з центральних постулатів розробленої Вайсгербера неогумбольдтіанской лінгвофілософской концепції (див. неогумбольдтіанства) основні принципи якої Вайсгербер сформулював в опублікованій в 1929 роботі Рідна мова та формування духу (Muttersprache und Geistesbildung, рус . Пров. 1993)

ВАЙСБЕРГ, ЛЕО // http://www.krugosvet.ru/enc/gumanitarnye_nauki/lingvistika/VASGERBER_LEO.html[недоступне посилання з липня 2019][[Ернст Кассирер (1874-1945) // http://pidruchniki.ws/1056041237693/filosofiya/ernst%5Bнедоступне+посилання+з+липня+2019%5D kassirer 1874-1945]]ФОССЛЕР, КАРЛ // http://www.krugosvet.ru/enc/gumanitarnye_nauki/lingvistika/FOSSLER_KARL.html[недоступне посилання з липня 2019]Фердинанд де СосюрГумбольдт ВильгельмСоссюр, Фердинанд деФосслер, КарлЕрнст Кассірер[[Эрнст Кассирер: символ как основа человеческой культуры.//http://e-notabene.ru/psp/article%5Bнедоступне+посилання+з+липня+2019%5D 346.html]]Вільгельм фон Гумбольдт